# Sutton Coldfield
Sutton Coldfield ( pronunciació (?·pàg.)), habitualment abreujat com a Sutton, és una barri de la ciutat de Birmingham als West Midlands d'Anglaterra. Sutton es troba a uns 13 km del centre de Birmingham, al nord-est de la ciutat, i té una població de 105.000 habitants, segons el cens de 2001, cosa que en fa la 60a ciutat del Regne Unit per població. Forma part de la conurbació dels Midlands Occidentals.
La població té connexió històrica amb la família reial britànica, i degut a això rebé el títol de «ciutat reial» quan constituïa un municipi independent a Warwickshire. Quan la Llei de Govern Local de 1972 entrà en vigor el 1974, Sutton Coldfield va passar a formar part del districte de Birmingham i, per tant, del comtat dels Midlands Occidentals.